# (77515) 2001 HL50
2001 إتش أل 50 (ويعرف أيضًا باسم (77515) 2001 إتش أل 50 وفق تسمية الكوكب الصغير) (بالإنجليزية: 2001 HL50)‏ هو كويكب ضمن حزام الكويكبات؛ وترتيبه 77515 من حيث الاكتشاف.
اكتُشف هذا الجُرم الفلكي بواسطة تعقب الأجرام القريبة من الأرض في 22 أبريل 2001.

## وصلات خارجية
- (77515) 2001 HL50 في قاعدة بيانات مختبر الدفع النفاث لأجرام النظام الشمسي الصغيرة

- الاكتشاف · مخطط المدار ·  العناصر المدارية · المعلمات المادية

- (77515) 2001 HL50 على موقع ويكي سكاي: DSS2, SDSS, GALEX, IRAS, Hydrogen α, X-Ray, Astrophoto, Sky Map, Articles and images